# ヨルグ・トイフェルト
ヨルグ・トイフェルト（Jörg Teuchert、1970年2月27日 - ）は、ドイツの元オートバイレーサー。
父は元オートバイレーサーのアーヌルフ・トイフェルト。

## 経歴
1986年にOMKエンデューロカップでデビュー。1987年に80ccクラス、1988年に125ccクラスでチャンピオンを獲得。その後ロードレースに転向し、1994年のヤマハ・カップでランキング2位、1995年にIDMスーパースポーツ選手権に参戦。1997年・1998年にシリーズチャンピオンを獲得。
1997年、スーパースポーツ世界選手権にスポットデビューし、ヤマハ・YZF600Rを駆って5戦出場し、14ポイント獲得しランキング23位。1998年も3戦出場し、19ポイント獲得しランキング17位。1999年にヤマハ・YZF-R6を駆ってフル参戦を果たし、開幕戦キャラミで3位表彰台を獲得すると、第3戦アルバセテで初優勝を飾ると、第9戦A1リンクでも勝利し、108ポイントを獲得しランキング4位。
2000年には菅生、ホッケンハイムで2勝を挙げ、7戦終了時点で116ポイントでランキング首位に立っていたが、10戦終了時点でライバルのステファン・シャンボン（133ポイント）とパオロ・カゾーリ（122ポイント）に次ぐランキング3位につけ、最終戦ブランズ・ハッチでトイフェルトが2位、カゾーリが5位チェッカー、シャンボンがリタイアに終わり、最終的に136ポイント獲得し、シリーズタイトルを獲得。
2001年にミサノとブランズ・ハッチで2勝を挙げ、ランキング3位（135ポイント）。2002年はシーズンを通して低迷し、ランキング8位（90ポイント）。2003年は前年の成績を下回るランキング10位（60ポイント）に終わり、同年をもってスーパースポーツ世界選手権の参戦を終了した。
2004年にIDMスーパーバイク選手権に復帰し、2006年・2009年にシリーズチャンピオンを獲得。
2012年シーズン終了後に現役を引退した。

## レース戦績

### スーパースポーツ世界選手権
- 凡例
- ボールド体のレースはポールポジション、イタリック体のレースはファステストラップを記録。

| 年     | マシン | 1       | 2     | 3       | 4       | 5       | 6       | 7       | 8       | 9       | 10      | 11     | 12    | 順位 | ポイント |
| ------ | ------ | ------- | ----- | ------- | ------- | ------- | ------- | ------- | ------- | ------- | ------- | ------ | ----- | ---- | -------- |
| 1997年 | ヤマハ | SMR     | GBR 9 | GER Ret | ITA 9   | EUR     | AUT     | NED Ret | GER Ret | SPA     | JPN     | INA    |       | 23位 | 14       |
| 1998年 | ヤマハ | GBR 14  | ITA   | SPA     | GER 5   | SMR 10  | RSA     | USA     | EUR     | AUT     | NED     |        |       | 17位 | 19       |
| 1999年 | ヤマハ | RSA 3   | GBR 4 | SPA 1   | ITA Ret | GER Ret | SMR 6   | USA Ret | EUR Ret | AUT 1   | NED 8   | GER 5  |       | 4位  | 108      |
| 2000年 | ヤマハ | AUS 14  | JPN 1 | GBR 3   | ITA 7   | GER 1   | SMR 3   | SPA 2   | EUR DNS | NED DSQ | GER Ret | GBR 2  |       | 1位  | 136      |
| 2001年 | ヤマハ | SPA Ret | AUS 8 | JPN 2   | ITA 6   | GBR 3   | GER 7   | SMR 1   | EUR 1   | GER 7   | NED 4   | ITA 7  |       | 3位  | 135      |
| 2002年 | ヤマハ | SPA 16  | AUS 5 | RSA 4   | JPN 10  | ITA 9   | GBR 4   | GER 6   | SMR Ret | GBR 5   | GER Ret | NED 8  | ITA 5 | 8位  | 90       |
| 2003年 | ヤマハ | SPA 5   | AUS 6 | JPN Ret | ITA Ret | GER 7   | GBR Ret | SMR 5   | GBR 8   | NED 7   | ITA 14  | FRA WD |       | 10位 | 60       |